# Konjeniški kip Gattamelata
Konjeniški kip Gattamelata je italijanska renesančna Donatellova skulptura iz leta 1453, ki je danes na trgu Piazza del Santo v Padovi v Italiji. Upodablja kondotjera Erasma da Narnija, znanega kot Gattamelata, ki je večinoma služil pod Beneško republiko, ki je takrat vladala Padovi. Je prvi konjeniški kip italijanske renesanse v naravni velikosti.

## Opis
Po smrti Erazma Narnijskega leta 1443 je po besedah Johna Juliusa Norwicha Beneška republika v znak hvaležnosti in spoštovanja plačala skulpturo njemu v čast. (To plačilo je bilo izpodbijano. Glejte spodaj.) Z merami 340 x 390 cm (podstavek meri 780 x 410 cm) je najzgodnejši ohranjeni renesančni konjeniški kip in prvi, ki je ponovno uvedel veličino klasičnega konjeniškega portretiranja.  Po zasnovi je kip služil kot precedens za poznejše skulpture v čast vojaškim junakom za njihov nadaljnji trud v vojnah.
Kip, tako kot vsi bronasti kipi tega časa, je bil izdelan po metodi izgubljenega voska. Kip stoji na podstavku, kondotjer in njegov konj pa sta prikazana v naravni velikosti. Namesto da bi vojaka upodobil nadnaravno velikega, kot na klasičnem konjeniškem kipu Marka Avrelija v Rimu, kjer nekakšna hierarhija velikosti prikazuje moč subjekta, je Donatello uporabil čustva, položaj in simboliko, da bi posredoval isto sporočilo. Tako Donatello podaja izjavo o moči resničnega posameznika; ni mu treba olepševati ali delati večjega, kdo je bil Gattamelata – preprosta upodobitev pravega človeka je dovolj, da prenese njegovo moč.
Podstavek pod konjem je sestavljen iz dveh reliefov proti vrhu z lažnimi vratci pod njimi. Vrata simbolizirajo vrata podzemlja in dajejo občutek grobnice, čeprav spomenik nikoli ni bil grobišče. En relief prikazuje grb Gattamelata, ki ga obdajata dva putta, ki kažeta nanj. Drugi relief prikazuje angele, ki prikazujejo bojne oklepe.

## Slog
Erasmo da Narni (Gattamelata) sedi visoko na svojem konju in gleda v daljavo. Čustva na njegovem obrazu so resna. Donatello prikazuje Gattamelata kot zbranega, čuječega in pozornega voditelja. Prikaz moči značaja in sklicevanje na moč resničnih ljudi se pretaka z renesančnimi temami individualizma in humanizma.
Konj odmeva čuječ, vase zaprt in pogumen videz jahača. Realistična upodobitev njegove mišičaste oblike razkriva renesančno skrb za anatomske študije, ki se je kasneje razvila v študijah Leonarda da Vincija za konjeniški spomenik Sforza.
Donatello s simboliko prenaša tudi Gattamelatovo moč. Poveljuje močnemu konju in oba se zdita pripravljena na boj. Konjevo sprednje levo kopito se opira na kroglo, topovsko kroglo, ki simbolizira vojaški napredek, ki predstavlja njegovo moč beneške vojske. Gattamelata so najele Benetke in je naredil velik napredek za utrjevanje terre ali zemlje okoli Benetk za beneško vlado. Ta kip je postavila njegova družina v čast generalu. To je še posebej čudno in opazno, saj Gattamelata ni bil vodja države. Gattamelata je upodobljen kot bojevnik, ki nosi palico, ki simbolizira njegovo vojaško vodstvo in dolg meč. Medtem ko je Gattamelata umrl v svojih 70-ih, ga Donatello prikazuje na vrhuncu moči, kar dodatno poudarja njegovo moč in sposobnosti.
Konjeniški kip Gattamelata je oster odmik od prejšnjih, postklasičnih konjeniških kipov, kot je gotski Bamberški jezdec (okoli 1230-ih). Medtem ko Bamberški jezdec prikazuje nemškega cesarja, nima razsežnosti, moči in naturalizma Gattamelata. Medtem ko je ta jezdec tudi v dokaj realnem razmerju s svojim konjem, mu manjka moči Gattamelata. Slednji je prikazan kot resnični moški, njegov oklep je znak statusa; tisti vladar pa je videti skoraj izpraznjen, izgubljen v skrbno izklesani draperiji, ki ga pokriva. Njegova moč izhaja izključno iz njegove krone, ki odraža razlike, ki jih je ustvaril renesančni individualizem: tukaj je pomemben položaj – krona, medtem ko sta pri Gattamelati pomembna posameznik in njegov značaj.
Primerjava med kipom in konjeniškim kipom Marka Avrelija kaže, kako tesno je Donatello gledal na klasično umetnost in njene teme. Na upodobitvi Marka Avrelija cesar pritlikavega konja prevladuje po velikosti. Vendar pa ima cesar tudi mimiko gospodovanja in odločnosti. Konj Marcusa Messija je oblečen in medtem ko je sam cesar oblečen v ogrinjalo, ne v oklep, se zdi tako politični kot vojaški voditelj. Pozornost do konjeve muskulature in gibanja ter realistična upodobitev cesarja (prizanesljiva njegovi velikosti) se zrcali v Gattamelati. Podoben je tudi občutek veličine, avtoritete in moči, ki ga izžarevata oba portreta.
Še en element, ki ga je Donatello prevzel iz antične skulpture, je trik dodajanja opore (krogle) pod dvignjeno prednjo nogo konja, ki se pojavlja tudi v izgubljenem Regisole iz Pavie, bronastem konjeniškem kipu iz poznega Zahodnega rimskega cesarstva, ostrogotskega kraljestva ali bizantinskega eksarhata Ravenw. V tej skulpturi je bila stoječa mačka uporabljena za prenašanje tovora pod podkev.